# Николас Франц
Николас Франц (Ловендегем, 4. новембар 1899 — Луксембург, 8. новембар 1985) бивши је лусембуршки професионални бициклиста у периоду од 1921. до 1934. године. Франц је двоструки победник Тур де Франса, а 13 пута заредом је освајао национално првенство. Такође, освојио је по једном Вуелта ал Паис Баско и Тур оф Белгијум трке.

## Каријера
Николас Франц је рођен у фармерској породици, он је требало да наследи фарму, али га то није интресовало. Прву трку возио је 1914. године и победио је, то га је убедило да фарма није за њега. Почетак Првог светског рата, на кратко му је зауставио каријеру. Франц је почео да вози индивидуално 1921. када је завршио други на националном аматерском првенству. 1922. је освојио национално првенство по први пут, а затим је наставио да га осваја још 12 година. 1923. Франц је потписао уговор са тимом Томан Дунлоп, а осим националног првенства, освојио је трке Париз—Лион и Мадрид—Сантандер.
1924. освојио је етапу на Туру Белгије и учествовао је на Тур де Франсу по први пут, где је победио на две етапе и освојио друго место у генералном пласману. 1925. освојио је треће место на класику Париз—Брисел, док је на Тур де Франсу победио на четири етапе и завршио на четвртом месту у генералном пласману. 1926. освојио је Тур Баскијске земље, четири етапе на Тур де Франсу и друго место у генералном пласману.
1927. Франц је освојио свој први Тур де Франс. Потпуно је доминирао, победио је на три етапе и освојио је Тур 1 сат и 58 минута испред другопласираног Мориса Де Вејла. На Туру је био доминантан и наредне године, носио је жуту мајицу од првог до задњег дана, а победио је на пет етапа.
1929. Франц је победио на две етапе и завршио је пети на Тур де Франсу. Наредне две године није учествовао, а вратио се 1932. и завршио Тур на 45 месту, док му је најбољи резултат на етапама било пето место на трећој етапи. Касније у току године, освојио је трку ПаризНанси.
Каријеру је завршио 1934. године, са освојеним националним првенством.